# Osječka knedla
Osječka knedla delikatesa je nastala od starog običaja iz vremena osmanske vladavine, a povezuje se s običajem poznatim kao Knedl sat. 

## Povijesni kontekst
Dana 14. kolovoza 1526. Osijek je, ulaskom osmanske vojske u grad, postao dijelom Osmanskog Carstva, pod čijom je vlašću ostao sljedeću 161 godinu, do 1687. Posljednji osmanski vojnik grad je napustio u petak, 29. rujna te godine, oko 11 sati. Kao podsjetnik na taj veliki događaj, od 18. stoljeća i izgradnje crkava, ustalio se neobičan običaj zvonjenja crkvenih zvona petkom u 11 sati. 
S obzirom na to da je petak nemrsni dan, 1920-ih godina osječke su domaćice sa zvonjavom crkava u 11 sati običavale zakuhavati tjesteninu ili Mehlspeisen Glock, kako bi ručak bio na vrijeme gotov, oko podneva. Takva navika s vremenom je dobila ime Knedl sat, kako je i danas poznata, a ime je dobila po knedlama, koje su Osječanima bile omiljeno jelo, izrađeno od krumpirova tijesta.
Običaj je s vremenom bio pomalo zaboravljen, a oživljen je 2016., otkad se knedla ponovno pravi kao tradicionalno osječko jelo.

## Priprema
Za pripremu knedli potrebno je:
- 750 g krumpira
- 150 g oštrog brašna
- 150 g glatkog brašna
- 1 jaje
- 50 g šećera
- 10 g soli
- 2 velike žlice oraha
- 2 velike žlice maka
- šljive
- krušne mrvice

Knedle je potrebno uvaljati u ispržene krušne mrvice, pomiješane s po dvije žlice maka i oraha.

## Vanjske poveznice
- "Slasta": "Osječka knedla", Osijek031, 12. svibnja 2016.
- PETKOM NA „OSJEČKU KNEDLU“ (13.05.)  Arhivirana inačica izvorne stranice od 14. rujna 2016. (Wayback Machine) TZ Osijek, 13. svibnja
- Dani vina, turizma i cikloturizma u Osijeku (07.05.) - HrTurizam.hr
- Nefreteta Z. Eberhard: Beč ima sachericu, Linz linzere, Samobor kremšnite - a Osijek?, Glas Slavonije, 11. veljače, 2014.
- Vesna Latinović: Ekstra djevičanska slavonska svinjska mast i osječka knedla osvajaju posjetitelje sajmova diljem Hrvatske, Glas Slavonije, 16. ožujka, 2016.
- Tag Osječka knedla  Arhivirana inačica izvorne stranice od 15. rujna 2016. (Wayback Machine) Osijeknews
- Radio Osijek/TM: Osječke knedle i Muzeji u loncu  Arhivirana inačica izvorne stranice od 19. rujna 2016. (Wayback Machine), Hrvatski radio - Radio Osijek, 3. ožujka 2016.
- Knedl sat u Osijeku, kanal TZ Osijeka na YouTubeu